# Come in un'isola
Come in un'isola è un singolo del cantautore italiano Jerico, pubblicato il 31 agosto 2018.
Il singolo ha visto la collaborazione dei cantanti italiani Bianca Atzei e Il Cile.

## Video musicale
Il 31 agosto, giorno dell'uscita del singolo, è stato pubblicato sul canale YouTube di Bianca Atzei il videoclip ufficiale. Il video, con la regia di Paolo Tognozzi, è stato girato presso il parco espositivo Stone City di Bergamo.